# Hrabstwo Washington (Ohio)
Hrabstwo Washington (ang. Washington County) – hrabstwo w stanie Ohio w Stanach Zjednoczonych. Obszar całkowity hrabstwa obejmuje powierzchnię 640,15 mil2 (1657,99 km²). Według danych z 2010 r. hrabstwo miało 61 778 mieszkańców. Hrabstwo powstało 27 lipca 1788 roku i nosi imię Jerzego Waszyngtona - pierwszego prezydenta Stanów Zjednoczonych.

## Sąsiednie hrabstwa
- Hrabstwo Noble (północ)
- Hrabstwo Monroe (północny wschód)
- Hrabstwo Tyler (Wirginia Zachodnia) (wschód)
- Hrabstwo Pleasants (południowy wschód)
- Hrabstwo Wood (Wirginia Zachodnia) (południe)
- Hrabstwo Athens (południowy zachód)
- Hrabstwo Morgan (północny zachód)

## Miasta
- Belpre
- Marietta

## Wioski
- Beverly
- Lower Salem
- Lowell
- Macksburg
- Matamoras

## CDP
- Devola
- Little Hocking
- Newport
- Reno
- Vincent
- Waterford